# Delahaye Type 0A

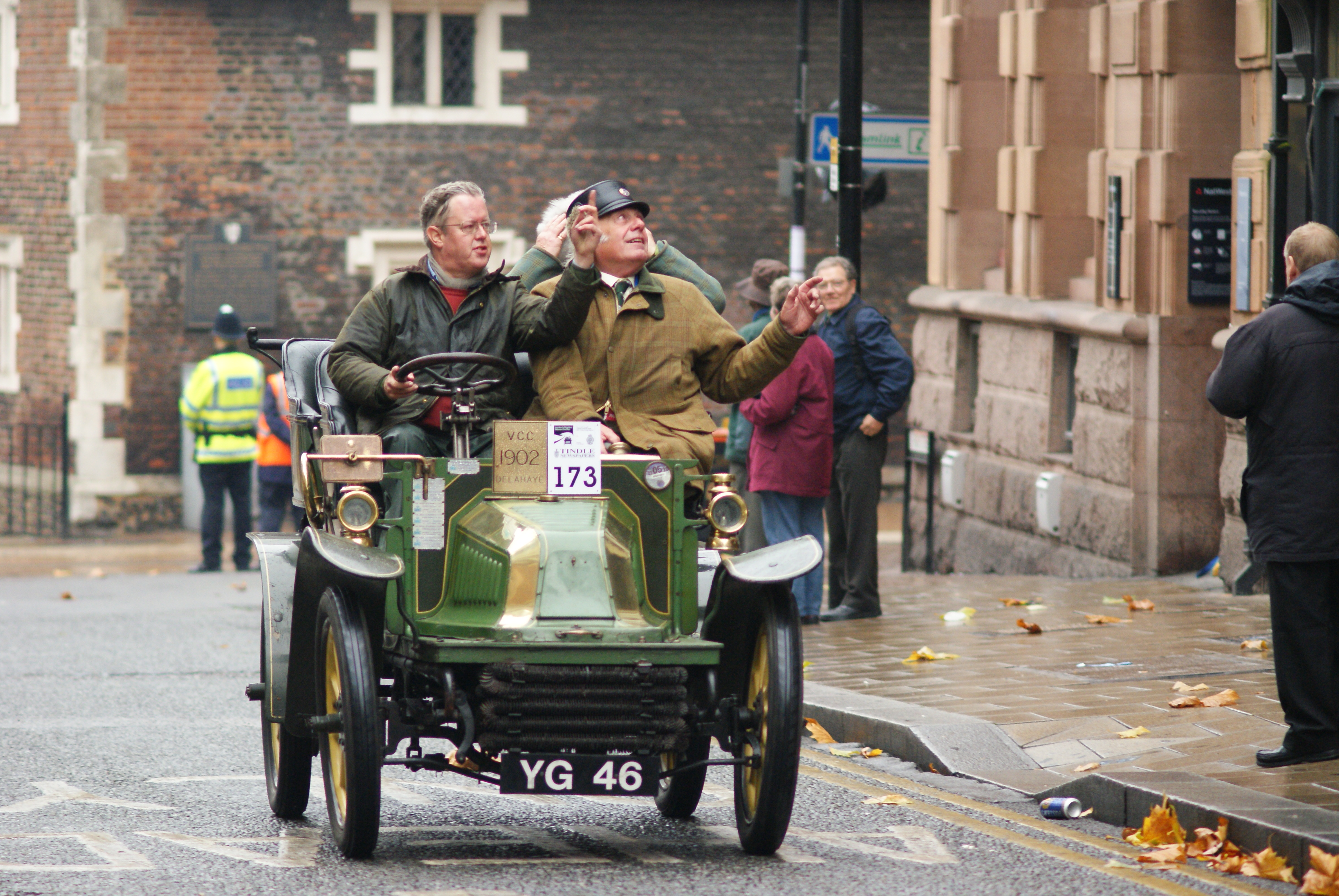
Ein anderes Fahrzeug von 1902 beim London to Brighton Veteran Car Run 2009, einer Fahrt über 60 Meilen (96 Kilometer) von London nach Brighton

Der Delahaye Type 0A, alternativ Delahaye Type 5, ist ein frühes Pkw-Modell. Hersteller war Automobiles Delahaye in Frankreich.

## Beschreibung
Die Fahrzeuge wurden zwischen 1901 und 1904 hergestellt. Vorgänger war der Delahaye Type 0 mit Heckmotor. Die Präsentation fand 1901 auf dem Pariser Autosalon statt.
Der Einzylinder-Ottomotor war in Frankreich mit 8 CV eingestuft. Erstmals bei einem Delahaye ist er vorn im Fahrgestell eingebaut. Die Motorhaube fällt nach vorn ab, sodass kein Kühlergrill direkt vor dem Motor möglich ist. Der Rohrschlangenkühler befindet sich weit unten auf Höhe der Vorderachse. Der Motor hat 110 mm Bohrung, 140 mm Hub und 1330 cm³ Hubraum. Er leistet 8,5 bis 9 PS und treibt die Hinterachse an.
Gegenüber dem Vorgänger wurde der Radstand auf 176 cm verlängert. Bekannt sind die Karosseriebauformen Break mit zwei Längsbänken, Victoria, Doppelphaeton und Tonneau sowie Kastenwagen für Nutzzwecke. Die Höchstgeschwindigkeit betrug 40 bis 45 km/h.
Insgesamt entstanden etwa 200 Fahrzeuge.
Zwei Fahrzeuge mit den britischen Kennzeichen BS 8263 und YG 46 werden gelegentlich beim London to Brighton Veteran Car Run vorgeführt. Eines davon nahm 2016 am Pebble Beach Concours d’Elegance teil.